# میرزا فرج‌الله ضیاءالاطبا
میرزا فرج‌الله ضیاءالاطباء (۱۲۴۹ تربت حیدریه - ۱۹۵۴ میلادی) معروف به میرزاآقا ضیاء که نام خانوادگی ضیائی برگزید، پزشک و نماینده مجلس شورای ملی در دوره قاجار و پهلوی بود.
پدرش محمود حکیم‌باشی از اطبای معروف تربت حیدریه بود. او نیز آموزش طبابت را نزد پدر آغاز کرد و در مشهد ادامه داد و در مدرسه طب دارالفنون در تهران به پایان رساند. سپس به تربت حیدریه بازگشت و حرفه پدر را ادامه داد. از آنجا به مشهد و در نهایت به تهران انتقال یافت. در تهران به سیاست وارد شد و در پنجمین دوره مجلس شورای ملی به نمایندگی از حوزه انتخابیه تربت حیدریه خود در سال ۱۳۰۲ به مجلس راه یافت. در همین دوره از مجلس به انقراض سلطنت قاجاریه در نهم آبان ۱۳۰۴ رأی داده شد و در ۲۱ آذر آن سال مجلس مؤسسان با تغییراتی در قانون اساسی، برپایی سلطنت پهلوی را رسمیت بخشید.
میرزاآقا ضیاء پس از پایان دوره نمایندگی‌اش به مشهد بازگشت و به طبابت پرداخت. بار دیگر در آذر ۱۳۰۹ در انتخابات دوره هشتم مجلس شورای ملی شرکت کرد و این بار به نمایندگی حوزه انتخابیه ترشیز برگزیده شد. در دوره‌های نهم تا یازدهم و دوره سیزدهم نیز از تربت حیدریه به مجلس رفت.
دو تن از پسران او از پزشکان معروف ایران شدند: دکتر خلیل ضیائی که یکی از چند چشم‌پزشک نامدار ایران و استاد دانشگاه بود و در دوره بیستم به کمک همکارش دکتر منوچهر اقبال به نمایندگی مجلس رسید. پسر دیگرش دکتر محمود ضیائی که در بیروت و انگلستان تحصیل کرد در دوره نوزدهم به نمایندگی مشهد انتخاب شد و مجموعاً بیست سال نماینده مجلس ماند و ریاست کمیسیون خارجه را عهده‌دار بود. پسر دیگر او دکتر طاهر ضیائی دکترای زمین‌شناسی گرفت و به وزارت صنایع و معادن رسید.